# Calakomana Corona
La Calakomana Corona è una struttura geologica della superficie di Venere.